# Sepp Maier
Josef Dieter "Sepp" Maier (Metten, 1944. február 28. –) német labdarúgókapus. Egész pályafutását a Bayern Münchennél töltötte, a csapattal négyszer nyert német bajnokságot, ugyanennyiszer német kupát, háromszor BEK-et, egyszer KEK-et és Interkontinentális kupát. Az NSZK-ban háromszor választották meg az Év játékosának. A nyugatnémet válogatott tagjaként Európa-bajnokságot, 1974-ben világbajnokságot nyert. Ezzel ő minden idők legeredményesebb kapusa.

## Pályafutása
1963-ban kötött vele profi szerződést a Bayern. Két évvel később sikerült a csapatnak a feljutás az élvonalba, majd 1966-ban megnyerték a német kupát. A siker a következő évben megismétlődött. 1967-ben KEK-győzelmet ünnepelhetett a csapattal. A döntőben a skót Rangers-szel játszottak Nürnbergben. Maier olyan jól védett, hogy a rendes játékidőben nem is esett gól, a hosszabbításban pedig a bíró Maier támadása miatt érvénytelenítette Roger Hynd gólját. A győztes találatot Franz Roth szerezte a 108. percben.
1966 májusában mutatkozott be a válogatottban, majd benne volt az 1966-os világbajnokság ezüstérmes nyugatnémet keretében, de egy mérkőzésen sem játszott a tornán. 1970-ben bronzérmet szerzett a világbajnokságon, miután az elődöntőben Olaszország ellen hosszabbításban vereséget szenvedtek, de Uruguay ellen győztek. A válogatottban összesen 95 mérkőzésen védett, ezekből 43 találkozón nem kapott gólt.

## Játékos statisztikái

### Klubcsapatban
| Szezon         | Klub           | Liga             | Bajnokság | Bajnokság | Kupa      | Kupa      | Összesen | Összesen |
| Szezon         | Klub           | Liga             | Mérk.     | Gól       | Mérk.     | Gól       | Mérk.    | Gól      |
| Németország    | Németország    | Németország      | Liga      | Liga      | DFB-Pokal | DFB-Pokal | Összesen | Összesen |
| -------------- | -------------- | ---------------- | --------- | --------- | --------- | --------- | -------- | -------- |
| 1962–63        | Bayern München | Oberliga Süd     | 4         | 0         | —         | —         | 4        | 0        |
| 1963–64        | Bayern München | Regionalliga Süd | 23        | 0         | —         | —         | 23       | 0        |
| 1964–65        | Bayern München | Regionalliga Süd | 36        | 0         | —         | —         | 36       | 0        |
| 1965–66        | Bayern München | Bundesliga       | 31        | 0         | 7         | 0         | 38       | 0        |
| 1966–67        | Bayern München | Bundesliga       | 34        | 0         | 6         | 0         | 40       | 0        |
| 1967–68        | Bayern München | Bundesliga       | 34        | 0         | 7         | 0         | 41       | 0        |
| 1968–69        | Bayern München | Bundesliga       | 34        | 0         | 5         | 0         | 39       | 0        |
| 1969–70        | Bayern München | Bundesliga       | 34        | 0         | 7         | 0         | 41       | 0        |
| 1970–71        | Bayern München | Bundesliga       | 34        | 0         | 5         | 0         | 39       | 0        |
| 1971–72        | Bayern München | Bundesliga       | 34        | 0         | 3         | 0         | 37       | 0        |
| 1972–73        | Bayern München | Bundesliga       | 34        | 0         | 4         | 0         | 38       | 0        |
| 1973–74        | Bayern München | Bundesliga       | 34        | 0         | 4         | 0         | 38       | 0        |
| 1974–75        | Bayern München | Bundesliga       | 34        | 0         | 3         | 0         | 37       | 0        |
| 1975–76        | Bayern München | Bundesliga       | 34        | 0         | 4         | 0         | 38       | 0        |
| 1976–77        | Bayern München | Bundesliga       | 34        | 0         | 3         | 0         | 37       | 0        |
| 1977–78        | Bayern München | Bundesliga       | 34        | 0         | 4         | 0         | 38       | 0        |
| 1978–79        | Bayern München | Bundesliga       | 34        | 0         | 1         | 0         | 35       | 0        |
| 1979–80        | Bayern München | Bundesliga       | 0         | 0         | 0         | 0         | 0        | 0        |
| Összesen       | Németország    | Németország      | 536       | 0         | 63        | 0         | 599      | 0        |
| Teljes karrier | Teljes karrier | Teljes karrier   | 536       | 0         | 63        | 0         | 599      | 0        |

## Sikerei, díjai

### Csapattal
- Német bajnok: 1969, 1972, 1973, 1974
- Német kupa-győztes: 1966, 1967, 1969, 1971
- BEK-győztes: 1974, 1975, 1976
- KEK-győztes: 1967
- Interkontinentális kupa-győztes: 1976
- Világbajnok: 1974
  - Ezüstérmes: 1966
  - Bronzérmes: 1970
- Európa-bajnok: 1972
  - Ezüstérmes: 1976

### Egyénileg
- Az Év Játékosa az NSZK-ban: 1975, 1977, 1978